# Tingstäde
Tingstäde – miejscowość (tätort) w Szwecji, w regionie administracyjnym (län) Gotland, w gminie Gotland.
Według danych Szwedzkiego Urzędu Statystycznego liczba ludności wyniosła: 229 (31 grudnia 2015), 246 (31 grudnia 2018) i 229 (31 grudnia 2019).